# Irland i Eurovision Song Contest 2015
Irland deltog i Eurovision Song Contest 2015 i Wien, Österrike. Deras inträde valdes via den nationella finalen Eurosong 2015, organiserad av den irländska program Raidió Teilifís Éireann (RTÉ). Den vinnande låten att representera Irland "Playing with Numbers" sjungs av Molly Sterling. Låten är skriven av Molly Sterling och Greg french.

## Bakgrund
RTÉ bekräftade att Irland skulle delta i Eurovision Song Contest 2015 den 20 maj 2014. Den 13 oktober 2014 meddelade program organiseringen av Eurosong 2015 med en öppen inbjudan till inresa inlagor som anger nedläggning av mentorsystemet. 

## Format
Tävlingen skilde sig från de föregående fyra åren med en offentlig post inlämnande processen ersätter det mentorsystem, som tidigare omfattade fem professionella musiker varje val en post för tävlingen. Fem artister och låtar valdes ut för att tävla. En 50 / 50 kombination av regionala jury röstning och offentliga telefonröstning avgjorde vinnaren. 
Artister och kompositörer kunde skicka in sina bidrag till tävlingen mellan 13 och den 31 oktober 2014. Vid stängning av tidsfristen, var över 300 bidrag emot. De konkurrerande bidragen valdes genom två faser som omfattar två separata jury paneler med ledamöter utsedda av RTÉ; den första fasen innebar en jury granskar alla inlagor och urval som 40 till 50 poster, medan den andra fasen med en suppleant jury väljer de fem finalisterna till tävlingen. Finalisterna presenterades den 9 februari 2015 The Ray D 'Arcy Show sänds i RTÉ Radio 1. 

## Finalen
| Nr | Artist         | Sång                      | Mentor                                                                        | Galway | Cork | Dublin | Limerick | Sligo | Totala juryp | Telefonröstning | Total | Placering |
| -- | -------------- | ------------------------- | ----------------------------------------------------------------------------- | ------ | ---- | ------ | -------- | ----- | ------------ | --------------- | ----- | --------- |
| 1  | Alex Saint     | "She's So Fine"           | Tony Adams-Rosa                                                               | 6      | 4    | 4      | 4        | 4     | 22           | 20              | 42    | 5         |
| 2  | Kat Mahon      | "Anybody Got a Shoulder?" | Charlie McGettigan                                                            | 12     | 10   | 12     | 6        | 10    | 50           | 50              | 100   | 2         |
| 3  | Erika Selin    | "Break Me Up"             | Gustav Eurén, Niclas Arn, Dan Attlerud                                        | 8      | 12   | 10     | 10       | 8     | 48           | 40              | 88    | 3         |
| 4  | Nikki Kavanagh | "Memories (In Melody)"    | Lee Anna James, Elena Moroșanu, Simon Gribbe, Johnny Sanchez, Dimitri Stassos | 10     | 6    | 6      | 8        | 6     | 36           | 30              | 66    | 4         |
| 5  | Molly Sterling | "Playing with Numbers"    | Molly Sterling, Greg French                                                   | 4      | 8    | 8      | 12       | 12    | 44           | 60              | 104   | 1         |

## Under Eurovision
Irland deltog i den andra semifinalen den 21 maj. De kom inte till final. Med sammanlagt 35p kom de på 12:e plats. 